# Donald Chapman
William Donald Chapman, baron Northfield (25 novembre 1923 - 18 avril 2013) est un homme politique travailliste britannique.

## Carrière
Chapman fait ses études à la Barnsley Grammar School et à l'Emmanuel College de Cambridge, où il obtient un diplôme en économie en 1948. Il est le chercheur principal du collège en économie agricole de 1943 à 1946.
Il s'engage dans la politique locale dans la ville de Cambridge, où il est membre du conseil municipal de 1945 à 1947, et secrétaire simultané du Cambridge Trades Council et du Parti travailliste local de 1945 à 1957. Au niveau national, il est secrétaire de recherche (1948-1949) puis secrétaire général (1949-1953) de la Fabian Society.
Il est député de Birmingham Northfield de 1951 jusqu'en 1970. Il est membre du Nuffield College d'Oxford de 1971 à 1973, chercheur invité au Centre for Contemporary Economics de l'Université du Sussex de 1973 à 1979, président de la Commission du développement rural de 1974 à 1980 et conseiller spécial de la Commission de l'ECC sur Politique environnementale en 1981. De 1985 à 1988, il est directeur du Stade de Wembley.
Après avoir été initialement vice-président de 1975 à 1987, il est président de la Telford Development Corporation à une époque de développement extensif de la nouvelle ville de Telford, dans laquelle il exige des logements sociaux et des développements de bureaux mieux conçus. Après sa retraite, il émigre à Hawaï, aux États-Unis, mais continue à s'intéresser à la région en tant que président du Maxell Educational Trust, formé par Hitachi Maxell, l'une des sociétés industrielles qu'il a encouragées à s'installer à Telford.
Il est créé pair à vie sous le titre de baron Northfield, de Telford dans le comté de Shropshire le 20 janvier 1976. Lord Northfield ne s'est jamais marié et est décédé à Honolulu, Hawaï, à l'âge de 89 ans.